# Dobrava pri Škocjanu
Dobrava pri Škocjanu este o localitate din comuna Škocjan, Slovenia, cu o populație de 191 de locuitori.